# Charlie żołnierzem
Charlie żołnierzem (ang. Shoulder Arms) – amerykański film niemy z 1918, w reżyserii Charliego Chaplina.

## Treść
Trwa I wojna światowa. Charlie Chaplin gra rekruta wcielonego do wojska i biorącego udział w ćwiczeniach. Spośród wszystkich żołnierzy wyróżnia się niezdarnością. W nocy, ma sen, w którym dokonuje bohaterskich czynów.

## Obsada
- Charlie Chaplin jako rekrut
- Edna Purviance jako francuska dziewczyna
- Sydney Chaplin jako sierżant / Cesarz
- Jack Wilson jako niemiecki książę
- J. Parks Jones jako żołnierz amerykański
- John Rand jako żołnierz amerykański
- Tom Wilson jako sierżant na obozie treningowym
- Albert Austin jako żołnierz niemiecki / żołnierz amerykański
- Loyal Underwood jako niski oficer niemiecki
- Henry Bergman jako gruby niemiecki sierżant / feldmarszałek von Hindenburg